# 中国共产党新疆生产建设兵团委员会
中国共产党新疆生产建设兵团委员会，简称中共新疆兵团党委、兵团党委，是中国共产党在新疆生产建设兵团的领导机关。
中共新疆兵团党委由中国共产党新疆生产建设兵团代表大会选举产生。在代表大会闭会期间，执行中国共产党中央委员会的指示和中国共产党新疆生产建设兵团代表大会的决议，领导新疆兵团的工作，定期向中国共产党中央委员会报告工作。新疆兵团党委受中共中央和新疆党委的双重领导。现任新疆生产建设兵团党委书记为何忠友，同时兼任新疆生产建设兵团政委。同时兵团党委在兵团党委书记之上还设有兵团党委第一书记的职位，一般由中共新疆维吾尔自治区党委书记兼任，现任党委书记第一书记为陈小江，同时兼任兵团第一政委。

## 体制
由于新疆生产建设兵团体制的特殊性，新疆生产建设兵团同时结合了军队，地方行政机构，党组织和企业于一体。新疆兵团的党组织也结合军区党组织和地方党组织的特点，如军区党组织一样除党委书记外设有党委第一书记，就像省军区党委第一书记由省委书记兼任一样，新疆兵团第一书记由新疆自治区党委书记兼任。除此之外，新疆兵团党组织和地方党组织的组织结构基本相同，一样是“中国共产党新疆生产建设兵团代表大会——中国共产党新疆生产兵团委员会——中国共产党新疆生产兵团党委常委”这样的三级权力结构。和共产党的其他地方党组织一样，新疆兵团党委一样设有纪委，政法委，组织部，宣传部，统战部等部门，新疆兵团司令（等同市长/省长）也兼任兵团党委副书记。新疆兵团党委常委由党委书记、兼任行政首长的副书记、专职副书记、兵团副司令员、纪委书记、宣传部部长、政法委书记、组织部部长、党委秘书长等人员构成。

## 机构设置
根据有关规定，中共新疆生产建设兵团党委设置下列机构：（除注明外为正师厅级）
- 中共新疆生产建设兵团党委办公厅

### 职能部门
- 中共新疆生产建设兵团党委组织部
- 中共新疆生产建设兵团党委宣传部
- 中共新疆生产建设兵团党委统一战线工作部
- 中共新疆生产建设兵团党委社会工作部
- 中共新疆生产建设兵团党委政法委员会

### 办事机构
- 中共新疆生产建设兵团党委政策研究室
- 中共新疆生产建设兵团党委机构编制委员会办公室
- 中共新疆生产建设兵团党委网络安全和信息化委员会办公室
- 中共新疆生产建设兵团党委向南发展工作办公室
- 中共新疆生产建设兵团党委直属机关工作委员会
- 中共新疆生产建设兵团党委巡视工作领导小组办公室

（兵团党委办公厅与兵团办公厅一个机构两块牌子。兵团办公厅挂兵团档案局牌子。兵团党委宣传部加挂新闻出版局、精神文明建设办公室牌子。兵团党委统一战线工作部加挂台湾事务办公室、民族和宗教事务局牌子。兵团党委政策研究室挂兵团党委民兵工作委员会办公室牌子。兵团党委网络安全和信息化委员会办公室挂兵团互联网信息办公室牌子。）

### 部门管理机构
- 新疆生产建设兵团国家保密局（副厅局级），由兵团党委办公厅管理。
- 中共新疆生产建设兵团党委机要局（副厅局级），由兵团党委办公厅管理。
- 新疆生产建设兵团老干部局（副厅局级），由兵团党委组织部管理。

### 直属事业单位
- 中共新疆生产建设兵团党委党校
- 中共新疆生产建设兵团党委党史研究室（副厅局级）
- 兵团日报社
- 新疆生产建设兵团广播电视台
- 新疆生产建设兵团档案馆（副厅局级，兵团办公厅管理）

（兵团党委党校挂兵团行政学院牌子。兵团党委党史研究室挂兵团志办公室牌子。）

## 组成人员

### 中共新疆兵团第七届党委（2017年4月－2022年6月）[4]
- 第一书记：陈全国（-2021年12月）、馬興瑞（2021年12月-）
- 书记：孙金龙（-2020年4月）、王君正（2020年4月-2021年10月）、李邑飞（2021年10月-）
- 副书记：彭家瑞（-2022年1月）、孔星隆、李新明（-2022年5月）、薛斌（2022年1月-）。
- 常务委员：孙金龙（-2020年4月）、彭家瑞（-2022年1月）、孔星隆、李新明（-2022年5月）、邵峰、张文全、刘见明、穆坦里甫·买提托合提（维吾尔族）、姚新民、张勇、李萍（女）、鲁旭平、李冀东、钟波、王君正（2020年4月-2021年10月）、哈里木拉提·阿不都热合曼（维吾尔族）（2020年10月-）、李邑飞（2021年10月-）、薛斌（2022年1月-）[5]。

### 中共新疆兵团第八届党委（2022年6月至今）[7]
- 第一书记：馬興瑞
- 书记：李邑飞（-2024年6月）、何忠友（2024年7月-）
- 副书记：薛斌、刘见明、李震国
- 常务委员：李邑飞（-2024年6月）、薛斌、刘见明、李震国、穆坦里甫·买提托合提（维吾尔族）、刘新建、焦小平、张文胜、姜新军、哈增友、李永红、李旭、朱雪冰、杨秀理、何忠友（2024年7月-）